# Michel Henry
Michel Henry (ur. 10 stycznia 1922 w Haiphong, zm. 3 lipca 2002 w Albi) – francuski filozof, fenomenolog i pisarz. Twórca powieści i licznych dzieł filozoficznych. Wykładowca na uniwersytetach we Francji, Belgii, Stanach Zjednoczonych i Japonii.

## Życiorys
Michel Henry we francuskich Indochinach mieszkał przeszło 7 lat. Po wypadku samochodowym ojca, a na skutek jego śmierci, przeprowadził się wraz z matką do kontynentalnej części Francji. Studiował w Paryżu, gdzie po raz pierwszy odkrył swoją pasję do filozofii. W 1943 roku wstąpił do francuskiego ruchu oporu „Wolna Francja”. Wraz z końcem wojny, podszedł do egzaminu i zaczął pisać pracę magisterską. W 1950 roku została ukończona jego pierwsza książka. Od 1960 roku, Michel Henry był profesorem filozofii na Uniwersytecie w Montpellier. Zmarł w wieku osiemdziesięciu lat.

## Twórczość
W swojej filozofii zajmował się podmiotowością, prawdziwym życiem człowieka. Szczególnym przedmiotem jego twórczości była fenomenologia w odniesieniu do religii i Boga. Starał się ukazać życie wewnętrzne jako drzwi do odpowiedzi na pytanie o siebie samego, o świat i w końcu o samego Boga. Rozważał ciało i duszę jako jedność, która konstytuuje człowieka jako takiego. Odrzucał tradycyjny dualizm ciała i duszy. Jego prace to m.in. „Wcielenie. Filozofia ciała” (2012, tłumaczenie „Incarnation. Une philosophie de la chair”) czy „Barbarzyństwo”. Jest uważany za jednego z największych fenomenologów współczesnego dyskursu filozoficznego.

### Cytaty Michel Henry
Człowiekiem-się-stawanie Boga ugruntowuje Bogiem-się-stawanie człowieka.

Słyszałem o historii hałasu moich narodzin.

Barbarzyństwo jest niewykorzystaną energią.

Urodzić się to nie ma przyjść na świat. Urodzić się to wejść w życie.

### Dzieła literackie
- Le Jeune officier (1954)
- L'Amour les yeux fermés(inne języki) (1976)
- Le Fils du Roi (1981)
- Le cadavre indiscret (1996)